# Parco Alto Milanese
Il Parco Alto Milanese è una area naturale protetta della Lombardia in qualità di Parco Locale di Interesse Sovracomunale (PLIS) e interessa il comune di Legnano, nella città metropolitana di Milano, e i comuni di Busto Arsizio e Castellanza in provincia di Varese.
La superficie del parco copre circa 360 ettari, di cui circa 178 nel comune di Legnano, 126 nel Comune di Busto Arsizio e 53 nel comune di Castellanza, in una vasta area alla periferia dei tre comuni interessata prevalentemente da attività agricola.

## Flora

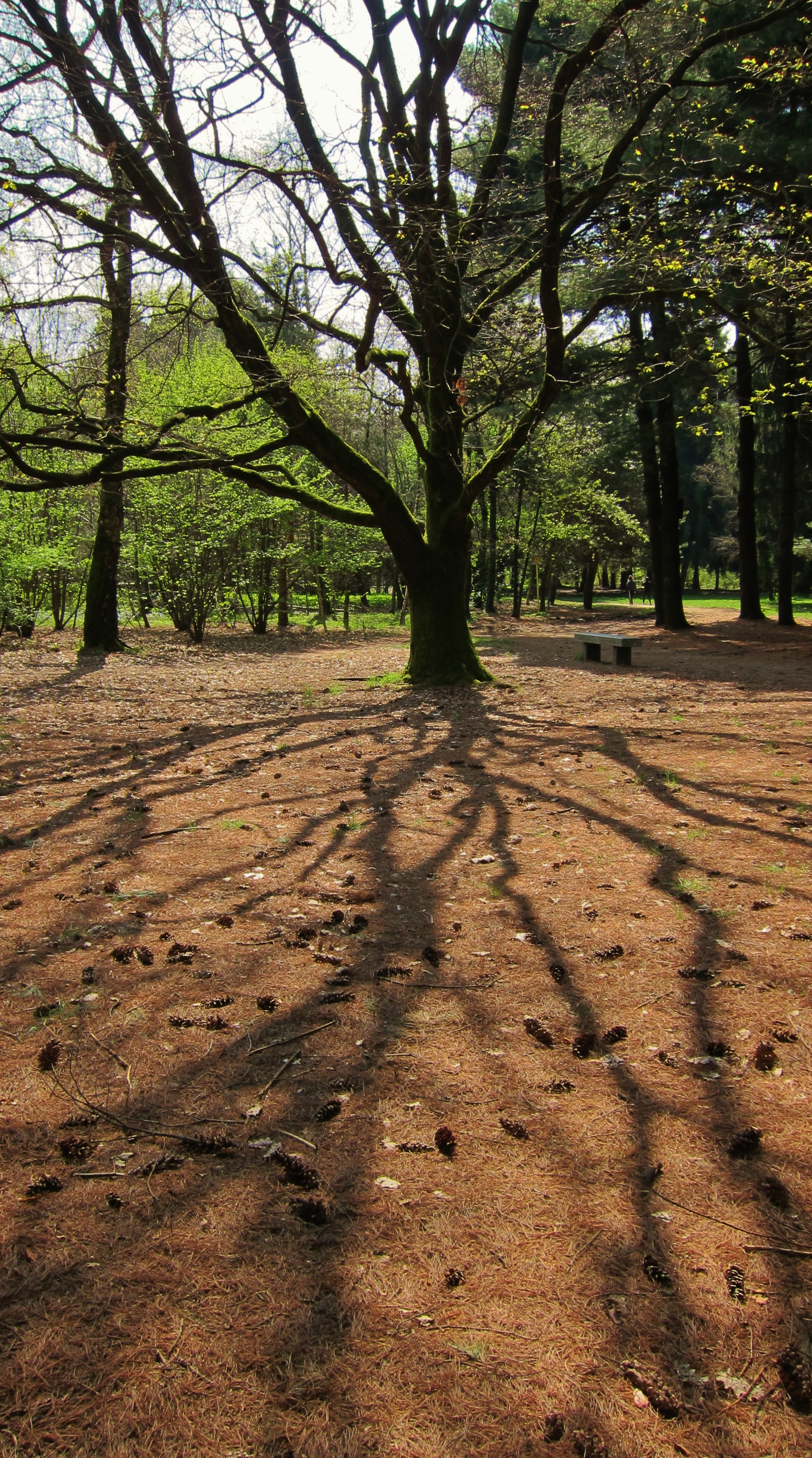
Una quercia del parco

## Fauna

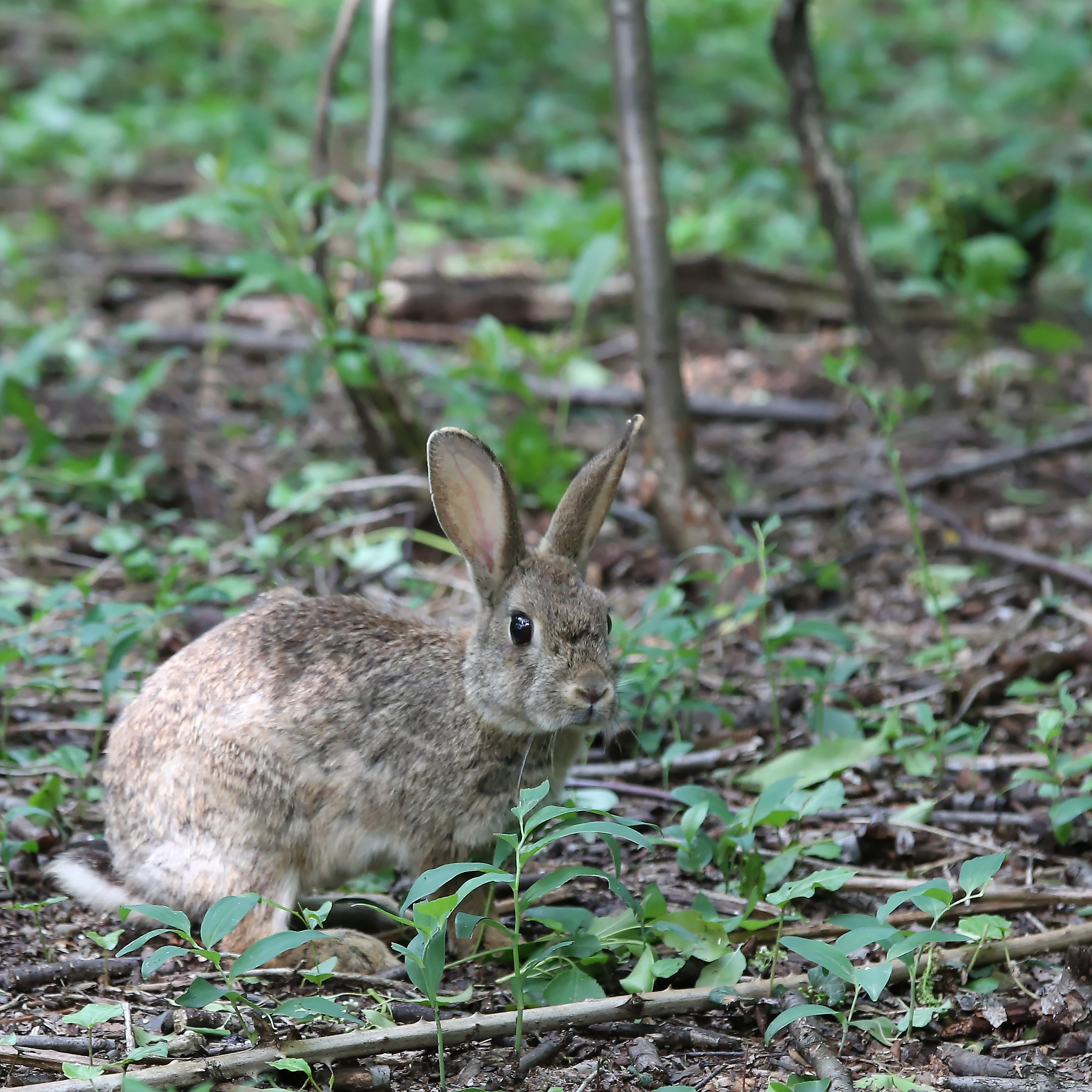
Coniglio selvatico al Parco Alto Milanese

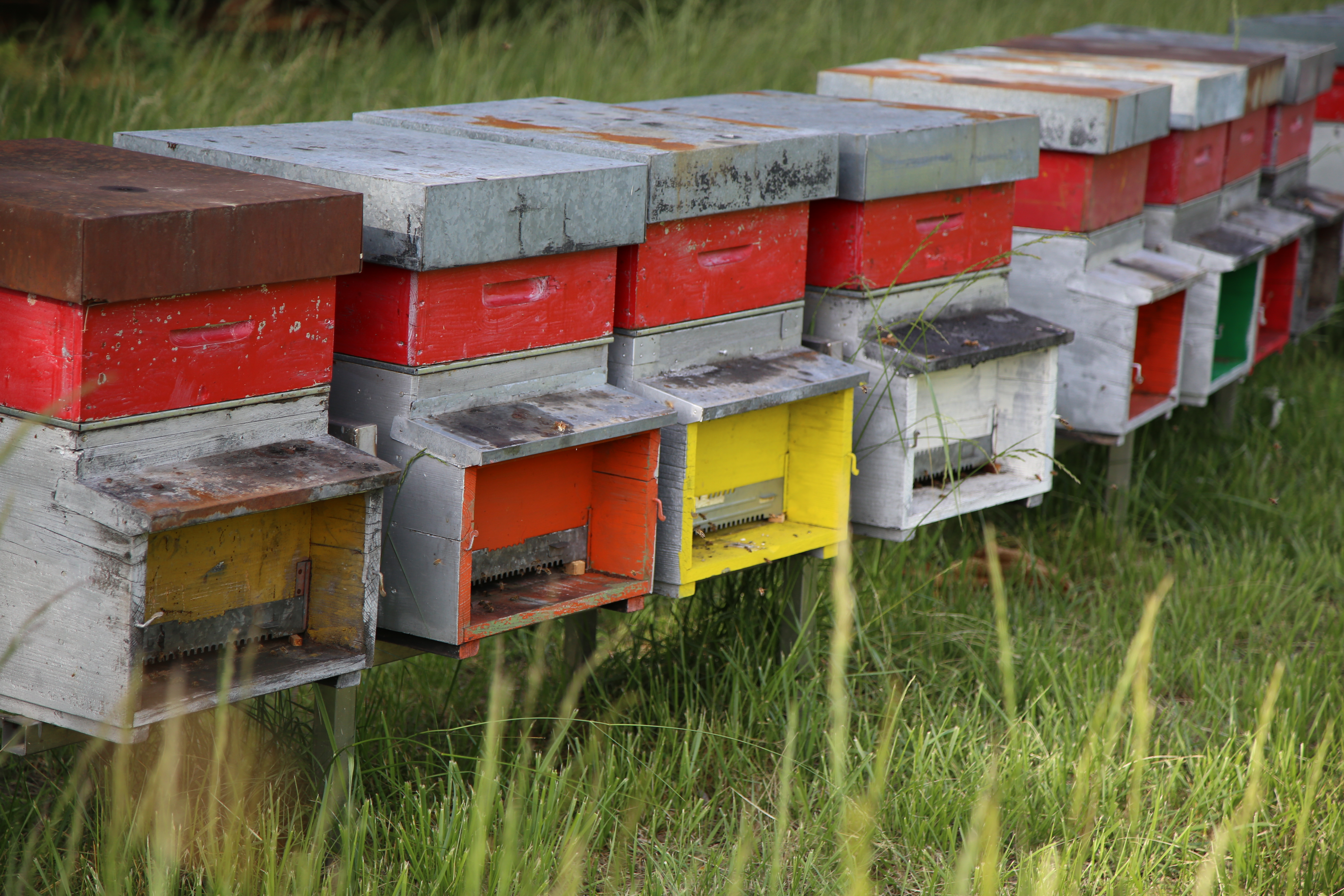
Arnie per l'apicoltura presenti nel parco

## Percorsi

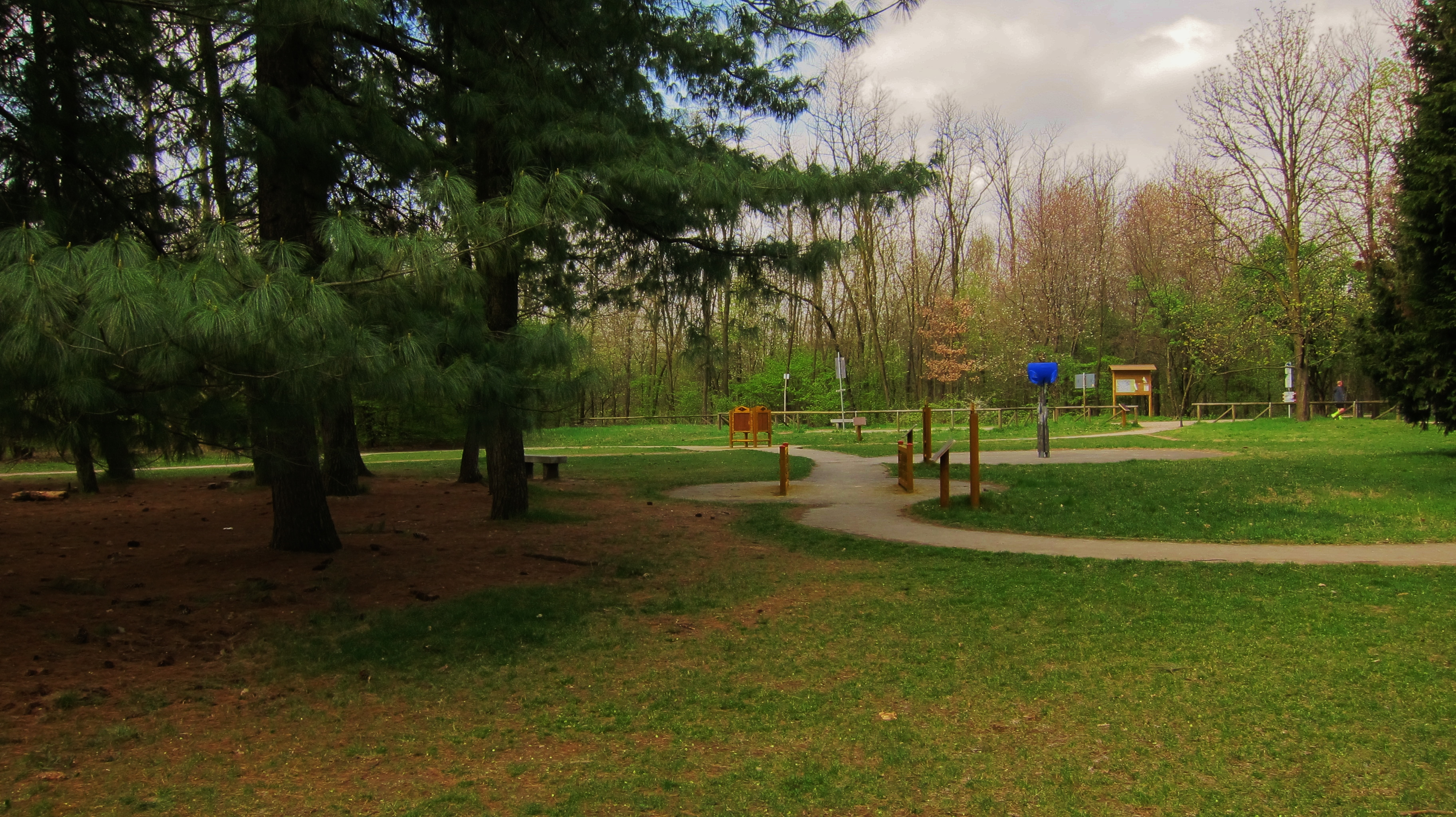
Parte del percorso vita del parco

L'interesse per il parco ed il livello della sua fruizione da parte degli abitanti dei comuni interessati sono rilevantemente cresciuti nel tempo, al punto da imporre l'esigenza di una sempre maggiore sua qualificazione. È quindi scaturita la volontà di riqualificare alcuni percorsi interni al Parco, che ha portato all'introduzione di numerose piste ciclabili. L'intero progetto è stato oggetto di finanziamento regionale, ed i lavori oramai conclusi hanno permesso di arrivare ad avere una maglia di percorsi di circa 8,5 km.

## Ente Parco Alto Milanese
L'Ente Parco Alto Milanese è stato costituito ai sensi dell'art. 25 della L.R. 142 dell'8 giugno 1980. Esso è formato dai Comuni di Busto Arsizio, Legnano e Castellanza. Il parco fu riconosciuto dalla Regione Lombardia con deliberazione della Giunta del 27 ottobre 1987 su proposta dei tre comuni interessati.
I programmi generali di indirizzo e controllo del Parco sono affidati all'assemblea, uno degli Organi istituzionali dell'Ente, che è costituita dai Sindaci dei comuni consorziati. La sede dell'Ente Parco dell'Alto Milanese si trova nella Villa Ottolini-Tosi di Busto Arsizio.

## Comuni consorziati
- Busto Arsizio
- Legnano
- Castellanza